# Krishnarajanagara
Krishnarajanagar là một thị xã của huyện Mysore thuộc bang Karnataka, Ấn Độ.

## Nhân khẩu
Theo điều tra dân số năm 2001 của Ấn Độ, Krishnarajanagar có dân số 30.603 người. Phái nam chiếm 51% tổng số dân và phái nữ chiếm 49%. Krishnarajanagar có tỷ lệ 73% biết đọc biết viết, cao hơn tỷ lệ trung bình toàn quốc là 59,5%: tỷ lệ cho phái nam là 78%, và tỷ lệ cho phái nữ là 68%. Tại Krishnarajanagar, 11% dân số nhỏ hơn 6 tuổi.